# レンフェ102系
レンフェ102系 (Serie 102 de Renfe,Talgo 350,HSP 350) はレンフェ (Renfe) の高速鉄道、AVE用の動力集中方式車両である。タルゴ社とボンバルディア・トランスポーテーションの共同体で合計16編成が製造された。
Renfeでは2004年に発注を行い、2008年8月から2010年12月までに30編成以上が製造される予定である。動力車部分はボンバルディア・トランスポーテーションが、客車部分はタルゴ社がそれぞれ製造を担当している。

## 編成
編成は両端2両の動力車と中間12両のタルゴVII客車で組成される。客車は二等車（トゥリスタ）6両、カフェテリア車1両、中間クラスのプリフェレンテ3両、最上級クラスのクルブ2両で構成され、定員は316人である。3クラスとも座席の前後間隔（シートピッチ）は1 mとなっている。クルブクラスには会議室も設けられている。
客室内の設備として、VTRやオーディオ装置がそれぞれの座席や車両に備えられ、GPSを基にした旅客案内装置も設置されている。
床面の高さは760 mmであり、タルゴ客車の低重心がそのまま生かされている。

## 機能
両端の動力車のデザインはアヒルに形容されており、空気力学的な改善をもたらしている。特に横風の影響やトンネル微気圧波を軽減する効果がある。トンネルが多い高速新線区間で運用されるため、気密構造にもなっている。動力車の車外両側にはプラットホーム確認用のビデオカメラが設置されており、映像は分割して運転台に表示される。
制御システムはIGBT素子によるVVVFインバータ制御が動力車1両に4基搭載され、素子の冷却は水冷式による。動力車1両の定格出力は4,000 kW、最大制動時の出力は4,200 kWである。軸重は17 tである。
2006年6月にスペインでの鉄道最高速度の記録365 km/hを樹立した。設計最高速度は350 km/hとなっているが、営業運転開始時は軌道や信号設備の関係で200 km/hであった。その後300 km/hに引き上げられた。